# 揖斐線
揖斐線（日语：／）是連接岐阜縣岐阜市忠節站至同縣揖斐郡大野町黑野站之間的名古屋鐵道（名鉄）鐵道路線，現時已經廢除。
路線在2005年（平成17年）4月1日全線廢除。在廢除前，此線是名鐵鐵道事業法下，唯一600伏特電氣化路線。
此線的車費計算劃分為C（實際車費是把乘車的營業距離乘1.25倍後的相對應費用）。

## 概要
此路線是通勤、上學路線，連接岐阜市西面市郊的住宅區。
曾經，此站的中途站黑野站可轉乘谷汲線，該線從黑野站延伸至谷汲村（現時：揖斐川町）的谷汲站，方便了前往谷汲山華嚴寺的參詣客。揖斐線黑野至本揖斐之間在2001年（平成13年）廢除。
後來隨著汽車社會進一步發展，使客量一直減少。在2003年1月24日，名古屋鐵道表明與周邊自治體檢討不再營運包含此線在內的600伏特電氣化區間的路線（參見岐阜市內線#概要）。在翌年2004年正式表明不再營運揖斐線等600伏特電氣化區間路線。當時曾經探討可否把這些路線變為民營方式繼續保留下來。後來在2004年7月27日，岐阜市長表示由於客量減少與財政困難等理由，不會保留這些路線。因此，包含此線在內的600伏特電氣化區間路線將會在2005年4月1日廢除。在廢線後，本揖斐站初時還存在，現時已經撤走，枕木等鐵路物資已經賣出。

## 路線資料
※如沒有特別指明，資料截至路線廢除前一刻
- 路線距離（營業距離）：忠節至本揖斐之間：18.3公里
- 軌距：1067毫米
- 車站數目：16座（包括起終點站）
- 雙線區間：沒有（全程單線）
- 電氣化區間：全線（直流600V）
- 閉塞方式：自動閉塞式
- 最高時速：70km/h
- 列車交會車站：忠節、尻毛、美濃北方、政田、黑野

## 運行形態
截至路線廢除前一刻，所有揖斐線列車會直通至岐阜市內線，每15分鐘一班。同時所有列車都是一人控制。日間半數列車都是急行。急行列車只通過近之島站和旦之島站。在1967年（昭和42年）開設急行班次當初，還有其他通過站。當時的急行停車站包括本揖斐、黑野、政田、美濃北方、北方千歲町、尻毛、忠節、岐阜市內線的西野町、千手堂、徹明町、新岐阜站前和岐阜站前。
車輛方面，由於部分班次直通至岐阜市內線，因此會使用電車行走。揖斐線的車輛都是使用名古屋本線、瀨戶線架空電纜電壓由直流600至1,500伏特時，剩餘的大正末期至昭和初期木造或半鋼製鐵路線車輛，包括Mo160形、Mo700形、Mo750形、Ku2320形。在1998年（平成10年）前，除了部分直通運輸的Mo510形與Mo770形外，其餘列車只於各自線內行走，乘客需要在忠節站轉乘。這是由於鐵路線車輛的車輛長度與寬度較大，加上車輛在市內線上停靠上落車時，車門的地台需要改造以讓乘客從道路上踏上車輛梯級乘車。而在忠節站到發的揖斐線都是普通列車。在同年增備Mo780形後，所有鐵路線車輛被退役。使揖斐線上所有列車都是可直通岐阜市內線內的電車。而由於Mo510形、Mo770形與Mo780形的車輛寬度較狹窄，因此電車停靠揖斐線車站時，月台與車廂之間的空隙較大。

## 歷史
此線最初由岐北輕便鐵道敷設和營運，後來經歷美濃電氣軌道營運時代後，變為名古屋鐵道的路線。在太平洋戰爭後開始連接岐阜市內線。
- 1912年（明治45年）3月30日 岐北輕便鐵道取得鐵路建設許可（稻葉郡島村至本巢郡北方村之間）[4]
- 1914年（大正3年）3月29日 岐北輕便鐵道忠節至北方町（後來名為美濃北方）之間開業[5]。4輛甲形、2輛乙形（日语：岐北軽便鉄道甲形電車）木製電動列車投入服務[6]。
- 1915年（大正4年）4月6日 岐北輕便鐵道取得鐵路建設許可（本巢郡席田村至揖斐郡大野村之間）[7]。
- 1916年（大正5年）8月1日 旦之島站被廢除[2][8]。
- 1921年（大正10年）11月10日 美濃電氣軌道與岐北輕便鐵道合併[9]。成為美濃電氣軌道的北方線。
- 1922年（大正11年）5月16日 新町站被廢除[2][10]。
- 1926年（大正15年）
  - 4月6日 美濃電氣軌道北方線北方町至黑野之間開業[11]。
  - 11月20日 北方町站改名為美濃北方站[2][12]。
- 1927年（昭和2年）左右 森町站改名為北方東口站。
- 1928年（昭和3年）12月20日 美濃電氣軌道北方線黑野至本揖斐之間開業[13]。
- 1930年（昭和5年）
  - 8月20日 名古屋鐵道與美濃電氣軌道合併。
  - 9月5日 名古屋鐵道改名為名岐鐵道，北方線改名為揖斐線。
- 1935年（昭和10年）8月1日 名岐鐵道改名為名古屋鐵道。
- 1937年（昭和12年）7月13日 旦之島站重開。
- 1938年（昭和13年）8月4日 由於長良川進行維修工程，忠節至尻毛之間暫停營業[14]。
- 1939年（昭和14年）2月13日 近之島（西）至尻毛之間重開[14]。
- 1941年（昭和16年）12月20日 忠節至近之島（西）之間重開。忠節站被遷移[14]。
- 1944年（昭和19年） 萱場站、尻毛橋站、八又站、麻生站和八丈岩站暫停營業。
- 1948年（昭和23年）8月1日 岐阜市內線忠節橋停留場遷移至忠節站（第二代）前方，後來改名為早田停留場的位置[14]。
- 1953年（昭和28年）7月1日 岐阜市內線忠節橋（後來名為早田）至忠節之間開業[14]。
- 1954年（昭和29年）12月21日 忠節至至近之島之間的走線變更。忠節站遷移。忠節站（第三代）與岐阜市內線連接[14]。
- 1967年（昭和42年）12月17日 直通至岐阜市內線的急行班次開始運輸。
- 1969年（昭和44年）4月5日 萱場站、尻毛橋站、川部橋站、八又站、麻生站和八丈岩站被廢除。
- 1984年（昭和59年）10月16日 黑野至本揖斐之間在冷淡時期開始一人控制。
- 1987年（昭和62年）5月11日 忠節至黑野之間除了部分列車外，其他列車開始一人控制。
- 1998年（平成10年）4月6日 忠節至黑野之間所有列車直通至岐阜市內線[15]。
- 2001年（平成13年）10月1日 黑野至本揖斐之間5.6公里路段廢除。由名阪近鐵巴士（日语：名阪近鉄バス）提供廢除替代巴士服務。
- 2005年（平成17年）4月1日 忠節至黑野之間12.7公里路段廢除，全線廢除。由岐阜巴士（日语：岐阜乗合自動車）提供廢除替代巴士服務。

## 車站列表
- 所有車站位於岐阜縣內。

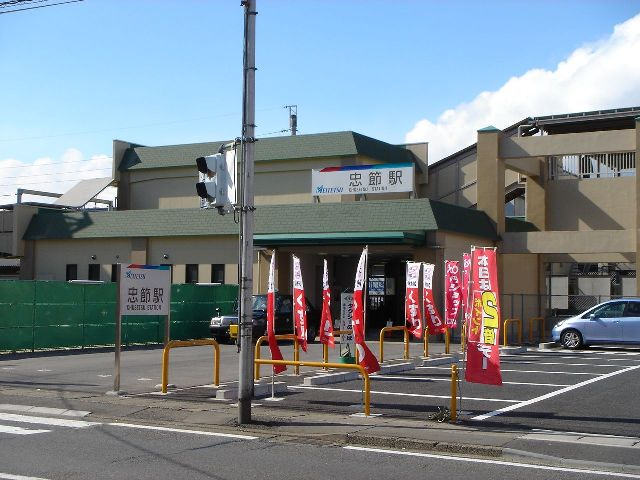
忠節站

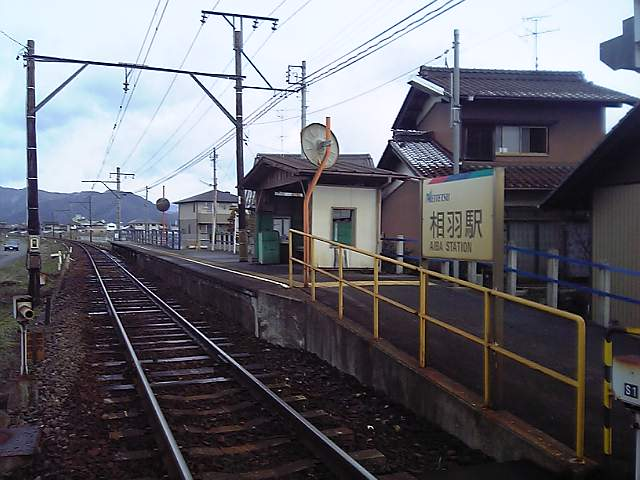
相羽站

- 車站名稱、接續路線名稱、營業距離與所在地取自路線廢除當刻。
- 印上*的車站是路線（該區間）廢除前已經廢除（廢除日參見歷史一節）。
- 急行停車站是截至2005年的資料。●：停靠、｜：通過。

| 中文站名   | 日文站名   | 英文站名              | 站間距離 | 營業距離 | 急行 | 接續路線                       | 所在地        |
| ---------- | ---------- | --------------------- | -------- | -------- | ---- | ------------------------------ | ------------- |
| 忠節       | 忠節       | Chūsetsu              | -        | 0.0      | ●    | 名古屋鐵道：岐阜市內線（直通） | 岐阜市        |
| 近之島     | 近ノ島     | Gonnoshima            | 0.7      | 0.7      | ｜   |                                | 岐阜市        |
| *萱場      | 萱場       | Kayaba                | 0.9      | 1.6      |      |                                | 岐阜市        |
| 旦之島     | 旦ノ島     | Dannoshima            | 0.5      | 2.1      | ｜   |                                | 岐阜市        |
| *尻毛橋    | 尻毛橋     | Shikke-bashi          | 0.9      | 3.0      |      |                                | 岐阜市        |
| 尻毛       | 尻毛       | Shikke                | 0.2      | 3.2      | ●    |                                | 岐阜市        |
| *川部橋    | 川部橋     | Kawabe-bashi          | 0.7      | 3.9      |      |                                | 岐阜市        |
| 又丸       | 又丸       | Matamaru              | 0.4      | 4.3      | ●    |                                | 岐阜市        |
| 北方東口   | 北方東口   | Kitagata-Higashiguchi | 0.8      | 5.1      | ●    |                                | 本巢郡 北方町 |
| *新町      | 新町       |                       | 0.4      | 5.5      |      |                                | 本巢郡 北方町 |
| 北方千歲町 | 北方千歳町 | Kitagata Chitosemachi | 0.2      | 5.7      | ●    |                                | 本巢郡 北方町 |
| 美濃北方   | 美濃北方   | Mino Kitagata         | 0.5      | 6.2      | ●    |                                | 本巢郡 北方町 |
| *八又      | 八ツ又     | Yatsumata             | 0.6      | 6.8      |      |                                | 本巢市        |
| 真桑       | 真桑       | Makuwa                | 1.5      | 8.3      | ●    |                                | 本巢市        |
| 政田       | 政田       | Masada                | 1.2      | 9.5      | ●    |                                | 本巢市        |
| 下方       | 下方       | Shimokata             | 1.3      | 10.8     | ●    |                                | 揖斐郡 大野町 |
| 相羽       | 相羽       | Aiba                  | 0.8      | 11.6     | ●    |                                | 揖斐郡 大野町 |
| 黑野       | 黒野       | Kurono                | 1.1      | 12.7     | ●    | 名古屋鐵道：谷汲線（2001年前） | 揖斐郡 大野町 |
| *麻生      | 麻生       | Asō                   | 1.2      | 13.9     |      |                                | 揖斐郡 大野町 |
| 中之元     | 中之元     | Nakanomoto            | 0.8      | 14.7     |      |                                | 揖斐郡 大野町 |
| 清水       | 清水       | Kiyomizu              | 1.4      | 16.1     |      | 揖斐郡 揖斐川町                |               |
| *八丈岩    | 八丈岩     | Hachijōiwa            | 1.0      | 17.1     |      | 揖斐郡 揖斐川町                |               |
| 本揖斐     | 本揖斐     | Hon Ibi               | 1.2      | 18.3     |      | 揖斐郡 揖斐川町                |               |

## 所需時間與車費
（截至2005年路線廢除時一刻）
- 忠節-美濃北方：約14分鐘，230日圓（140日圓）
- 忠節-政田：約20分鐘，290日圓（150日圓）
- 忠節-黑野：約30分鐘，340日圓（170日圓）
- 新岐阜-黑野：約43分鐘，510日圓（260日圓）

揖斐線的車費計算方面，是把乘車距離計算相應的車費。但由於岐阜市內線的車費是均一制，當乘客乘越忠節站後，總車費是把兩方面的車費合計。另外，黑野站等有人車站設有發售美濃町線的聯絡乘車票，並且會分為途經梅林或途經新岐阜站前·新岐阜兩款。

## 車輛

### 車輛數目的變遷
| 年        | 700形 | 750形 | 2320形 | 總計(空調車輛) |
| --------- | ----- | ----- | ------ | -------------- |
| 1978      | 3     | 6     | 4      | 13(0)          |
| 1982-1992 | 3     | 6     | 4      | 13(0)          |
| 1993-1997 | 2     | 6     | 4      | 12(0)          |
| 1998      | 2     | 6     |        | 8(0)           |
| 1999-2001 |       | 3     |        | 3(0)           |

- 1978年在10月1日統計。82、83年在1月1日統計。84年起在4月1日統計。
- 參考：《私鐵車輛編成表各年版》，J・R・R
- 有關市內線直通車輛，參見岐阜市內線#車輛

## 注腳

## 外部連結
- 揖斐線路線地圖 （页面存档备份，存于）（日語）